# Madeline Kahn
Madeline Gail Kahn, geboren als Madeline Gail Wolfson (Boston, 29 september 1942 - New York, 3 december 1999) was een Amerikaans actrice. Zij werd in 1974 genomineerd voor een Oscar voor haar bijrol als Trixie Delight in Paper Moon en in 1975 nogmaals voor die als Lili Von Shtupp in Blazing Saddles. Ze won daadwerkelijk een People's Choice Award in 1984 als 'favoriete vrouwelijke artiest' en een Daytime Emmy Award in 1987 voor haar rol in een aflevering van de ABC Afterschool Specials.
De achternaam 'Kahn' was de meisjesnaam van haar moeder.
Kahn debuteerde in 1972 op het witte doek als Eunice Burns  in de komedie What's Up, Doc?. Het bleek haar eerste van meer dan 25 filmrollen. Meerdere hiervan waren komedies en satires onder regie van Mel Brooks, te weten Blazing Saddles, Young Frankenstein (beide uit 1974), High Anxiety (1977) en History of the World: Part I (1981).
Kahn bleek in 1999 te lijden aan eierstokkanker, maar ging tot kort voor haar overlijden door met het opnemen van de televisieserie Cosby, waarin ze Pauline Fox speelde. Ze trouwde op 10 oktober 1999 met John Hansbury. Acht weken later overleed ze op 57-jarige leeftijd.

## Filmografie
*Exclusief vijf televisiefilms
| - Judy Berlin (1999) - A Bug's Life (1998, stem) - The Volunteers (1997) - Nixon (1995) - Mixed Nuts (1994) - Betsy's Wedding (1990) - An American Tail (1986, stem) - My Little Pony (1986, stem) - Clue (1985) - City Heat (1984) - Yellowbeard (1983) - Scrambled Feet (1983) - Slapstick (Of Another Kind) (1982) - History of the World: Part I (1981) - First Family (1980) | - Wholly Moses! (1980) - Happy Birthday, Gemini (1980) - Simon (1980) - The Muppet Movie (1979) - The Cheap Detective (1978) - High Anxiety (1977) - Won Ton Ton, the Dog Who Saved Hollywood (1976) - The Adventure of Sherlock Holmes' Smarter Brother (1975) - At Long Last Love (1975) - Young Frankenstein (1974) - Blazing Saddles (1974) - From the Mixed-Up Files of Mrs. Basil E. Frankweiler (1973) - Paper Moon (1973) - What's Up, Doc? (1972) |

## Televisieseries
- Cosby - Pauline Fox (1996-1999, 60 afleveringen)
- Road to Avonlea - Pigeon Plumtree (1991, seizoen 2, aflevering 11, It's just a stage)
- Mr. President - Lois Gullickson (1987-1988, veertien afleveringen)
- Oh Madeline - Madeline Wayne (1983-1984, negentien afleveringen)
- Adam's Rib - Doris (1973, twee afleveringen)

- Bibsys: 7023829
- Biblioteca Nacional de España: XX1541610
- Bibliothèque nationale de France: cb139553277 (data)
- CiNii: DA16638054
- Gemeinsame Normdatei: 1012257975
- International Standard Name Identifier: 0000 0001 1945 8618
- Library of Congress Control Number: n79035985
- MusicBrainz: 7ca9081a-9432-4ec0-8a5b-5df8f9b62dab
- Nationale Bibliotheek van Tsjechië: xx0318866
- Nationale bibliotheek van Australië: 40633331
- Nationale Bibliotheek van Israël: 987007346511205171
- Nationale Bibliotheek van Polen: a0000001750316
- Nederlandse Thesaurus van Auteursnamen: 073390828
- Istituto Centrale per il Catalogo Unico: RAVV356205
- SNAC: w65d9hdh
- Système universitaire de documentation: 079895832
- Virtual International Authority File: 202717
- WorldCat: E39PBJmDkwHxKhrPhYGkQfjXBP